# 関ヶ原 (小説)
『関ヶ原』（せきがはら）は、司馬遼太郎による日本の歴史小説。16世紀末の豊臣政権末期における徳川家康と石田三成の対立を軸に、天下分け目の決戦となった関ヶ原の戦いとその経緯を描いた作品である。
『週刊サンケイ』誌上で、1964年（昭和39年）7月から1966年（昭和41年）8月にかけて連載された。

## 概要
物語の時系列としては、戦国時代を題材に同じく司馬が描いた『国盗り物語』や『新史太閤記』から続く作品である。また、徳川家康の前半生に焦点をあてた『覇王の家』の後のものにも、本作品は相当する。さらに、本作の後の時代については、大坂の陣を描いた『城塞』が同じく司馬の著作として存在する。
本作品は、豊臣政権下最大の外様大名である徳川家康とその謀臣・本多正信、および、豊臣政権の有力執政官である石田三成とその腹心・島左近の4人について、人間模様と謀略戦を中心に叙述されている。さらに、前田・上杉・毛利・島津・長曾我部・黒田といった各地の有力大名の内情や動向も述べてゆくことで、多角的な視点から関ヶ原の戦いへと至る経緯と合戦の様相を描いている。
本作品を原作とする映像化作品としては、1981年にTBSテレビでスペシャルドラマが放映された。また、2017年には劇場映画が公開された。（後述）

## あらすじ

### 構成
本作品は以下の全107節から構成されている。導入部や著者の回顧などの多少の前後はあるものの、概ね史実とされる事柄を順にまとめられている。また、概要で述べた通り、各地の大名諸侯の人物像に本作品は特に焦点を当てており、そのことがこれらの章節立てにも人名・地名等として表れている。なお、本作品の愛蔵版や文庫版、全集といった書誌への収録形態によっては、これらの節がまとめられ分けられることはあるが、これらの節より上位の仕分け（章など）はない。各節への数字番号等の付番もない。
- 高宮の庵
- 人と人
- 女と女
- 奈良
- 軒猿たち
- 伏見城下
- 菓子
- 秀吉と家康
- 狼藉
- 秀吉の死
- 博多の清正
- 桔梗紋
- 霜の朝
- 訴訟
- 藤十郎の娘
- 暗躍
- 大坂へ
- 問罪使
- 評判
- 暗殺
- 向島
- 黒装
- 藤堂屋敷
- 利家の死
- 暮春
- 密約
- 脱走
- 変幻
- 謀才・謀智・謀略・謀議
- 瀬田の別れ
- 威望
- 大芝居
- 大坂城へ
- 西ノ丸
- 芳春院
- 大津の一夜
- 分銅屋
- 小野の里
- 夏の月
- 宇喜多騒動
- 会津若松
- 奥州の雪
- 国抜け
- 挑戦
- 風雲
- 家康動く
- 琵琶湖畔
- 襲撃
- 遁走
- 敦賀の人
- 安国寺恵瓊
- 戦書
- 脱出
- 細川伽羅奢
- 猛煙
- 旗頭
- 密使
- 島津惟新入道
- 水口の関所
- 金吾
- 若狭少将
- 北上軍
- 伏見攻め
- 豊前の人
- 飛報
- 明日
- 福島陣屋
- 六文銭
- 抱茗荷
- 光風
- 運命
- 竹伐り
- 田丸
- 桑名の城主
- 鍋島
- 九鬼
- 美濃の城々
- 使者
- 岐阜中納言
- 先陣
- 渡河
- 奇妙人
- 江戸発向
- 美濃大垣
- 合渡川
- 愛知川
- 焦燥
- 一咄斎
- 信州上田城
- 密書
- 家康着陣
- 関ヶ原へ
- 牧田街道
- 松尾山
- 霧の中
- 南宮山
- 混乱
- 人の和
- 霧霽
- 爪を噛む
- 叛応
- 石田崩れ
- 烏頭坂
- 藤川台
- 古橋村
- 六条
- 下河原

### 物語導入～秀吉の死まで
主に「高宮の庵」から「秀吉の死」まで。
16世紀の末、当時の日本国である全六十余州を統一し、天下人として君臨してきた太閤・豊臣秀吉が死の床についていた。後継者（世子）の秀頼はいまだ幼く、諸大名は来たる秀吉の死を機に再び世が乱れると見ていた。この動乱の中心人物になると諸侯が目したのは、五大老筆頭の徳川家康であった。温厚な徳人として知られた家康であったが、秀吉が病臥したことを境に天下簒奪の野心を露わにし、水面下で策動を始める。これに対し、秀吉の信任篤い五奉行の石田三成は、その野望から豊臣家を守るべく立ち回っていた。石田三成は、乱世において稀有な理想主義者として描かれており、狷介なまでの潔癖な性格から「へいくゎい者」（横柄者）と仇名されるも、豊臣政権の衰勢にあたって徳川家康に擦り寄ろうとする諸侯の醜悪さを激しく痛罵していた。やがて、豊臣家の護持のみならず、世道人心のためにも義を立て不義を滅するという信念から、三成は家康と戦うことを決意するに至った。

### 豊臣政権内の対立
主に「博多の清正」から「瀬田の別れ」まで。
やがて秀吉が薨ずると、家康はいよいよ野心の牙を剥いた。秀吉が健在であった時代において、主に二つの政治勢力が形成されていた。ひとつは、戦場で奔走して豊臣家の創建を助けた武断派であり。もう一方は、豊臣政権による治政が定まるにつれて政権運営のために重用された文治派であり、両政治勢力の間には確執があった。豊臣家の弱体化を狙う家康は、これに目をつけて舞台裏から巧みにその対立を煽り、殊に文治派の中心人物である三成と家康自らが手懐けた武断派の大名を闘争させ、両派の抗争は小規模な戦闘が起こるまでに発展した。武装決起した武断派に命を狙われた三成は、家康の企てを看破し、三成にここで死なれては困る家康に敢えて庇護を求めて、この窮地を脱した。難を逃れた三成であったが、五奉行の職を辞さざるを得なくなり、中央政界から身を引いた。その後、領国の近江国佐和山で逼塞する三成は、秀吉死後の動乱を見越して築城した堅城・佐和山城に籠もり、臥薪嘗胆の一念で家康打倒の機会を待った。

### 家康の台頭～小山評定
主に「威望」から「運命」まで。
三成が退隠してほどなく、家康は大坂城西の丸に居座り、豊臣家の家政を実質的に一手に収めた。家康は、北陸を領する前田氏を家康暗殺の謀議に加わったと糾弾し、世情はすわ戦かと騒擾した。これは事実無根の言いがかりであったが、前田氏はひたすら平身低頭して家康への恭順を誓い、北陸をめぐる動乱は一旦は収まった。次に家康は、会津の上杉氏に対して謀反を企てているとの因縁をつけた。恭順を拒む上杉氏に対して、家康が会津征伐に向けて、自らの主力軍と諸侯の連合軍を率いて東国へ乗り出したところで、三成は豊臣政権よりの発令として全国に檄を飛ばし、家康を討滅するべく挙兵した。三成はこの時点の家康の狙いとして、辺境勢力に討伐軍を出して野戦体制のまま幕府を開くことにあるとみていた。この予測にのっとって、上杉氏と示し合わせて、家康が東法へ主力軍を出した後に自ら畿内で挙兵し、上杉氏と共に家康を挟撃するという一大構想を立てていた。自らの構想に絶対の自信を持って決起した三成であったが、その行動は家康がありありと予測していた通りのものであった。家康の真の狙いは、自らの会津征伐に呼応して兵を挙げるであろう三成に逆臣の烙印を押し、三成とその旗の下に参集した反徳川の大名をまとめて討ち滅ぼすことであった。三成の決起をうけての下野国小山の評定において、多くの従軍諸将の協力をとりつけることに成功した家康は、反抗勢力を討滅して一息に天下を取るべく、再度西国方面に軍を反転し、三成との対決に臨んだ。

#### 東西勢力の動向・関ヶ原への結集
主に「竹伐り」から「松尾山」まで。
このように家康は、豊臣政権の公的軍隊であった会津征伐の兵を巧みに天下簒奪のための私兵に変えることに成功した（いわゆる「東軍」）。家康に近しい奥羽の諸大名には上杉氏の抑えを頼み、家康は軍勢を転進させて西上を始めた。他方、三成は、毛利・島津・長曾我部といった西国の有力大名を味方に引きこむことに成功し、近畿の徳川方属城を潰しながら東進を始めた（いわゆる「西軍」）。こうして事態は、奥州から九州まで、日本全土が東西両陣営に分れる古今未曾有の大戦へと発展した。東西両陣営が主戦場と目したのは東西の交通の要衝である美濃国であり、三成率いる西軍主力は、家康より先んじて西上していた東軍の先鋒部隊と美濃を舞台に小競り合いを始める。やがて、家康率いる東軍本隊も美濃に到着するが、ここで家康は、三成らに目もくれずに大坂方面を目指して行軍を始める。慌てた三成は、東軍の行く手を塞ごうと西軍主力を大垣城から大移動させるが、それこそ家康の思う壺であった。戦が長引いての造反者が出ることを危惧した家康は、西軍の主力を城外の会戦におびき出し、一度の戦闘ですべての決着をつけるつもりであったからである。ここで東軍の進軍を阻もうと西軍が立ちはだかったのは、美濃西端に位置する関ヶ原であった。畿内への入り口であるこの広闊の野において、両軍の主力はついに激突することとなった。

### 関ヶ原の戦い
主に「霧の中」から「烏頭坂」まで。
こうして、東軍七万五千、西軍十万もの大軍が一堂に会し、決戦の火蓋が切られた。西軍は数で勝り、迅速な布陣が功を奏して地の利も得たものの、諸将の足並みが揃わず戦況は芳しく進まなかった。三成の目論見からは外れ、戦が進んでも多くの西軍諸侯の部隊は自陣を動かなかった。家康は事前に西軍諸将に周到な調略工作を重ねて、多くの将の内応を取りつけており、戦局が佳境に入った後も西軍には自陣から踏み出さない部隊を多く出した。全軍の柱石として三成が最も恃んでいた毛利氏も動かず、西軍は実に総勢の三分の二が戦況を傍観したまま微動だにしないといった異常な軍容となった。それでも残る西軍部隊は死に物狂いで奮戦し、寡勢ながらも善戦して次第に東軍を押し返していった。この西軍の思わぬ健闘に対して、家康に内応を約していた西軍諸将にも動揺が広まった。三成は勝利を確信したが、家康に恫喝された西軍の小早川隊が突如として東軍に寝返り、友軍に襲いかかった。この小早川隊の造反を引き金として、寝返りを約束していた他の西軍諸将も次々と東軍に加わり、西軍はたちまちのうちに潰乱させられた。西軍は総崩れとなり、東西両陣営による決戦の勝敗はここに決したが、三成は再起を図って戦場から離脱した。

### 戦後処理・三成の最期
主に「藤川台」から「下河原」まで。
単身で美濃を脱出した三成は、命からがら近江の旧領まで辿り着き、領民の庇護を受けた。疲弊しきった身体を休めながら、三成は自らの行動を回顧した。――家康の野望から豊臣家を護るため、義によって天下に大戦を起こした。だが、その志は利を餌に巧みに諸侯の欲心をつかんだ家康によって無残に打ち砕かれ、あろうことか三成は豊臣政権を簒奪しようとした佞臣の汚名まで着せられた。利害の前には、義という理想は空論であった。しかしここに、かつての三成の善政を謝し、死罪も恐れず三成を匿おうとする領民もいる。――　やがて東軍の捜索隊に三成の所在は露見した。ここでもし三成が遁走すれば、三成を匿ったこの領民たちは罰せられる。この領民の命懸けの義を裏切るような真似をすれば、三成は不義の輩と評され、この大戦も不義の戦と世に解釈されかねない。こうして、この領民の義に応えることで、己の義挙を示すことを決断した三成は、自らの所在を東軍に知らせ、捜索隊に捕縛された。
捕縛された三成は、家康との対面を果たすも、両者は言葉を交わさなかった。ほどなく三成は大坂に移送されて、市中を引き回された。三成は引き回しの最中にあっても威儀を保とうとし、凛とした姿を崩さず貫き、その後に京の六条河原で斬首され生涯を閉じた。こうして、豊臣政権が実質的に崩壊し、天下は徳川氏のものとなった。しかし、太閤の死去後に家康の天下となることが大勢であっても、太閤の恩に報いるため正義の戦を貫きとおしたという点で三成は「成功」したと、終章において黒田如水は初芽に論評した。

## 主な登場人物

### 東軍

#### 徳川家
徳川家康　演 - 森繁久彌 (TBSドラマ版)、役所広司 (東宝映画版)
関八州を領する大大名で、五大老の筆頭。温厚で律儀な徳人として知られる一方で、秀吉の死を契機に天下取りへの野心をみせる。豊臣家中を揺るがす武断派と文治派の対立に目をつけ、加藤清正や福島正則など武断派の大名を懐柔し、文治派の中心人物である三成との対立を煽って豊臣家を鮮やかに二分させ、反抗勢力を一息に葬るべく関ヶ原の戦いを起こした。千軍万馬戦場を駆け、権謀術数渦巻く乱世をくぐり抜けてきた政治力は当代随一のものであり、その比類なき力を振るって豊臣家からの天下簒奪を目論む。
関ヶ原では開戦前から西軍諸将に入念な調略工作を行い、周到に周到な準備を重ねて東軍の勝ちが確定的になる段階にまで政情を誘導し、ほとんど事務処理を行う感覚で戦場に足を踏み入れ勝利を手にした。「老獪」という言葉を全身で体現したような百戦錬磨の名将。
本多正信　演 - 三國連太郎 (TBSドラマ版)、久保酎吉 (東宝映画版)
徳川家の譜代大名。元は鷹匠であったが家康にその謀才を高く評価されて抜擢され、無二の謀臣として寵用された。家康という稀代の才物を役者に天下取りの筋書きを考えることに無上の喜びを感じ、巧緻な謀略の数々を家康と共に練り上げ、三成を追い詰めてゆく。三成の腹心で自身と同様の立場にある島左近に対抗意識を持ち、暗殺を試みたこともある。
関ヶ原では世子である秀忠の補佐役として同道し、家康とは別行動をとって西上した。凡庸な秀忠の器量を危惧した家康の配慮であったが、しかし途上において信濃国の小大名・真田昌幸の挑発に秀忠がのせられて足止めを食い、いきり立った秀忠を諌めるものの静止することができず、結局関ヶ原の本戦に駆けつけることができなかった。
井伊直政　演 - 井上孝雄 (TBSドラマ版)、北村有起哉 (東宝映画版)
徳川家の譜代大名。家康にとって本田正信が政治面の謀臣であるのに対して、井伊直正は軍事面での諸事工作を受け持った。調略のみでなく、関ヶ原の本戦では最前線における徳川氏の直臣として先陣を切った。

#### 豊臣七将（武断派）ら
加藤清正　演 - 藤岡弘、 (TBSドラマ版)、松角洋平 (東宝映画版)
豊臣家の譜代大名。少年の頃から秀吉に仕え、数多の戦場を走り回って主人の天下取りを助けた。身骨を削って天下を平定した誇りがあるだけに、秀吉の天下が軌道に乗って以降重用された吏僚達の専横に不満を抱き、殊に才知を鼻にかけて武骨な将兵を見下す三成が気に食わず、ことあるごとに衝突した。朝鮮ノ役で活躍して大明にまで知られる軍略の才があり、領主としても優れた行政能力を持つが、生来の気性の激しさから政局を遠望する能力に欠け、三成に対する憎悪を家康に利用されその膝下に引き込まれる。
関ヶ原では家康の命で領国である肥後国に残り、黒田如水らと連携して九州の西軍大名を抑えた。
福島正則　演 - 丹波哲郎 (TBSドラマ版)、音尾琢真 (東宝映画版)
豊臣家の譜代大名。加藤清正と同様に少年時代から戦場を奔走して秀吉の立身を支え、その剽悍さで天下に広く武名を轟かせた。戦場を疾駆すれば無類の猛将ではあるもののしかし思慮は浅く、単純勁烈な猪武者の典型といえる性格。激情家であるだけに豊臣家への想いは忠烈であるが、三成が幼い秀頼を騙して天下の実権を握ろうとしていると家康に吹きこまれたことにより、東軍に力を貸すこととなる。
家康は豊臣家の譜代筆頭であるこの荒大名を手懐けることで諸侯の心を掌握しようと考え、様々に心を砕いてその歓心を得ることに努めた。小山評定では諸将が挙措に迷う中で率先して家康の支持を表明し、評定の行方を決定づけた。前哨戦では先鋒隊として家康の本隊に先んじて西上して活躍し、本戦でも猛将の名に恥じぬ奮闘をした。第一等の軍功を上げて東軍の勝利に貢献するものの、秀頼の行く末を願ったその行いは、図らずも家康の天下を固めて豊家の没落を招くこととなった。

#### その他の諸大名・関係者
藤堂高虎
伊予国に領地を持つ大名。元は秀吉の弟の秀長に仕える身であったが、優れた武略を秀吉に買われて大名に取り立てられた。しかし、半生の間に六度も主君を変えた男で、秀吉によって引き立てられた身でありながら早々に豊臣家の行く末を見限り家康に接近した。露骨な媚態を見せて太鼓持ちのようにへり下り、さながら家康の走狗となって諜報活動と調略工作に従事した。
これらの功績により関ヶ原の後には伊勢国に大領を与えられ、その家系は外様大名ながらも徳川政権下で別格の扱いを受けて存続することとなった。
山内一豊　演 - 千秋実 (TBSドラマ版)
遠江国掛川の大名。元は織田家の平侍で、とりたてて才覚があったわけではないが地道に戦働きをして立身を重ね、秀吉の政権下で小身ながらも大名となる。秀吉はその実直で篤実な働きぶりを評価し、東海道筋に信頼の置ける大名を配置する戦略の一環として一豊に掛川城を与え、関東の家康への対抗勢力として抜擢した。しかし秀吉の死後、豊臣家の前途を見限って家康に随従して家運を開くことを考えるようになる。
小山評定では、懇意の大名・堀尾忠氏が一豊に漏らした妙策を勝手に拝借し、家康に忠誠を誓う証として領地と城を明け渡すことを先に申し出た。一豊のこの言葉に、海道筋の大名が我も我もと相乗りすることとなった。一豊の発言に狂喜した家康は、関ヶ原本戦で軍功が全く無かったにもかかわらず、戦後一豊に土佐一国を与えて一躍国持大名に取り立てた。

### 西軍

#### 豊臣政権行政官（文治派）ら
石田三成　演 - 加藤剛 (TBSドラマ版)、岡田准一 (東宝映画版)
秀吉の寵臣で五奉行の一人。近江国坂田郡の地侍の家の出で、寺の小僧をしていた少年期に秀吉に利発さを気に入られて小姓に取り立てられ、長じて家臣となった。数理に長けた極めて優秀な能吏で、卓抜した吏才を発揮して秀吉に重用された。豊臣家に対する忠誠心は非常に強く、秀吉の死後に野心を露わにした家康を弾劾し、反家康勢力を取りまとめて総勢十万にも及ぶ大軍勢を組織し、未曾有の大戦を挑んだ。
道理と信義を何よりも尊び、背腹離叛が日常の乱世において珍奇なほどの理想主義者。天下簒奪を狙う家康を「老奸」と呼んで目の仇とし、保身しか考えず家康に媚びる諸大名を憎悪する。しかし、明敏な頭脳を持ちながらその発想は常に観念論・倫理を基準とした批評の範疇に留まり、客観的な現実認識ができない。自らの理想を独善的に押し通すことが煙たがられることを理解できず、常々「へいくゎい者」（横柄者）と陰口を叩かれている。また、訴訟などのもめ事も生来の検察官的性格から法理論を絶対視し、人の心の機微をまるで斟酌せずごく事務的に検断して、たびたび反発を受けた。さらに、己の才を高く自負するために人を見下す癖もあり、怜悧で利かん気の小僧といった風貌も相まってことあるごとに無用の反感を買い、腹心の島左近には人から嫌われる要素がこれほど揃っている男も珍しいと苦笑混じりに評された。
関ヶ原では西軍十万の実質的な指揮者として東軍との対決に臨んだ。しかし、小身の大名であるために直接指揮できる兵がわずかしかなく、また、人望もないために諸将との連携も上手くいかず、軍の統御に難渋した。くわえて、防諜・調略といった感覚に欠け、家康の執拗なまでの攪乱工作を防ぐことができず、無数の内応者を出して西軍は内部から瓦解することとなった。関ヶ原本戦での敗北後は、再起を図って戦場から落ち延びるも捕縛され、六条河原で斬首された。
島左近　演 - 三船敏郎 (TBSドラマ版)、平岳大 (東宝映画版)
三成の腹心。かつては大和国の筒井氏に侍大将として仕え、政略と合戦の天才として名を轟かせた。その才を高く買った三成は、筒井家を辞して近江に隠棲した左近を幾度も訪ねて口説き、ついには自らの知行の半分近くを割いて家老に召し抱えた。その政軍ともに傑出した能力からすでに天下の名士として高名であり、居城の佐和山城と同じく小身の三成には分不相応として、「三成に過ぎたるものが二つあり 島の左近と佐和山の城」などと詠われた。
かつて信玄在世中の武田家に客分として身を置き、家康が信玄に手痛い敗北を被った三方ヶ原の戦いにも参戦し、一騎駆けで潰走した家康を追い回したこともあって、家康とは多少の因縁がある。陰湿な策謀を得意とする家康の性格を好まぬ一方で三成の少年じみた稚気を危ぶみながらも愛し、精神論に傾きがちな三成を戦術家としての現実的観点から補佐した。時に諭し時に叱責し師のように自身を支えてくれる左近を三成も恃みとし、さながら気の合う叔父のように接した。
関ヶ原では鬼神の如き勇猛さで戦場を狭しと駆け回り、東軍将兵を大いに慄かせた。しかし小早川隊の裏切りによって敗戦が決定的になるともはやこれまでと覚悟を固め、僅かな家臣とともに家康の本陣に決死の突撃を試み、戦死した。
大谷吉継　演 - 高橋幸治 (TBSドラマ版)、大場泰正 (東宝映画版)
越前国敦賀を領する大名。元は秀吉の小姓で、秀吉に利発さを愛されて目をかけられ、長じて後に大名に抜擢された。三成とは小姓時代からの親友同士で、癩病を病んだ後も気にせず接してくれる三成に強い友情を感じ、刎頸の交わりともいえる友誼を結んだ。三成の挙兵については当初は無謀と止めたものの、決意が揺るがぬと知るに及んでこれを受け入れ、三成と生死を共にするべく戦陣に立つ。
関ヶ原では癩病が進行し、皮膚が崩れて甲冑も着けらぬ状態で両目も完全に失明していたが、板輿に乗って戦場を回り指揮をとった。かねて秀吉に「百万の軍を任せてみたい」と見込まれた通りその采配は見事なもので、西軍の多くの兵が戦況を傍観して動かぬ中で勇猛果敢に戦い、東軍を翻弄した。ところが戦が佳境に入ったところで小早川秀秋の裏切りに遭い、東軍との戦いで隊形が伸びきっているところを衝かれ、大打撃を受ける。さらには呼応して寝返った叛将達の部隊にも包囲され、しばし絶望的な抵抗を続けたものの、やがて力尽きて自刃した。

#### 毛利家
安国寺恵瓊　演 - 神山繁 (TBSドラマ版)、春海四方 (東宝映画版)
伊予国に領地を持つ大名。元は毛利氏の外交僧であったが織田信長の在世中から秀吉の天下の到来を予見し、毛利氏の外交を秀吉の利に合うよう誘導し、天下取りの一助を担った。豊臣政権が成立して後は、その手腕を高く評価した秀吉によって外交参謀となり、僧のまま大名に取りてられた。秀吉の死後は家康の台頭を見越していたが、自身が築いたと自負する豊臣政権に愛着を持つことから三成の挙兵計画に構想段階から加わり、外交顧問として影響力を持つ毛利氏の西軍参加を取り決め、当主の輝元を西軍総大将の地位に就けた。
関ヶ原には僧の身ながら自領の軍隊を率いて参加し、家康の本陣のすぐ後背の南宮山に布陣する。ところが山頂に布陣した毛利軍部隊を率いる吉川広家の内応の疑惑が持ち上がり、山頂の毛利隊に睨みをきかされるような格好で動きを封じられ、結局一戦もできないまま敗戦を迎えた。西軍崩壊とともに戦場を離脱して逃亡するもののほどなく捕縛され、三成と同様に六条河原で斬首された。
吉川広家　演 - 勝部演之 (TBSドラマ版)
毛利氏の重臣。政略・戦略ともに優れた識見の持ち主で、毛利家の軍事を統括する。早くから家康の勝利を予測して東軍加担を主張するも、外交を統括する安国寺恵瓊に退けられる。仮に西軍が勝とうとも豊臣家にすでに政権担当能力はなく、ふたたび乱世に戻るであろう世界を凡庸な器量の輝元はとても乗り越えられないと考え、家康に追従することが毛利家存続の道と判断し、独断で密使を送って東軍に内応を約束する。
関ヶ原には輝元の養嗣子である秀元の補佐役として毛利隊を率いて参戦するものの、家康の本陣後背の南宮山に陣を張りながら一切軍を動かさず、戦況を傍観することに終始した。内応を知らずに軍を動かそうとする秀元を押し留め、三成の再三の督促にも「弁当を使う」などといった屁理屈を弄して動こうとせず、結局弁当を広げるうちに戦は終わった。毛利隊のこの行動は、戦後「宰相殿の空弁当」（宰相＝秀元）などと揶揄された。

#### その他の諸大名・関係者
小早川秀秋　演 - 国広富之 (TBSドラマ版)、東出昌大 (東宝映画版)
豊臣家の連枝で、筑前・筑後に大領を持つ大名。北政所の甥で実子に恵まれぬ秀吉の養子となり、一時は後継者とも目された。しかしその器量は凡人以下の愚人であり、無思慮で柔弱な馬鹿殿として天下で知らぬ者はない。常々愚鈍な振る舞いばかりして秀吉の不興を買っていたが、総大将として出向いた朝鮮ノ役で失態を繰り返して後はいよいよ厄介者扱いされるようになった。家康は秀吉に疎んじられた秀秋に近づいて慰撫し、様々な厚情を見せて巧みにその心を捉えた。
関ヶ原には事前に家康に寝返りを約束して西軍の一将として出陣する。しかし秀頼の成人まで天下を任せるという三成の提示してきた巨利に心がぐらつき、戦が過境に入った後も挙措を決めかね日和見していたが、しびれを切らした家康に鉄砲を撃ちかけられて恫喝されるや途端に震えあがり、慌てて東軍に加勢した。この小早川隊の行動がきっかけとなって他の内応諸将も次々と寝返り、西軍は総崩れとなって戦の帰趨は確定した。
直江兼続　演 - 細川俊之 (TBSドラマ版)、松山ケンイチ (東宝映画版)
上杉氏の家老。傑出した軍略の才を持ち、当主である景勝を補佐する。先君・上杉謙信に少年の頃から仕え、主君というよりも弟子として師事し、その軍法のみならず義侠を尊ぶ性格をも受け継いだ。三成とは上杉家が秀吉に恭順した際に知り会い、共に義を重んじる性格であることから意気投合し、莫逆の契りを交わした。
跡継ぎの秀頼が幼君であることにつけ込んで天下を奪おうとする家康の振る舞いに義憤を感じ、会津征伐に乗り出した家康を三成とともに挟撃するという一大構想を立て、関ヶ原の戦いの発端を作った。家康を怒らせるために叩きつけた弾劾状（直江状）は、徹頭徹尾その非をなじる痛烈な悪罵に貫かれたもので、「このような無礼な手紙は見たことも聞いたこともない」と家康を呆れさせた。
島津義弘　演 - 大友柳太朗 (TBSドラマ版)、麿赤兒 (東宝映画版)
薩摩国の大名。天下第一の名を恣にする薩摩兵を統率する名将であり、朝鮮ノ役ではその武勇は海を超え、明軍・朝鮮軍までをも恐懼させた。現在では頭を丸め「惟新入道」と号しているが、将としての威望は揺らいでいない。
関ヶ原では当初は東軍に与しようとするものの徳川方との意思疎通が上手くいかず、甥の豊久と共になりゆきで西軍に味方することとなる。かつて九州征伐で秀吉に恭順した後に理財の指導を受けたことから元来三成とは懇意であったが、前哨戦での自身を重く扱わぬ三成の態度に立腹し、本戦では西軍のために働こうとせずかといって東軍にも味方せず、戦場で凝然と中立を保ち続けた。が、西軍が惨落して三方ことごとく敵の人馬で満ちた後に俄に軍事行動を開始し、家康の本陣をかすめて退却するという驚天動地の退却戦を試み、士卒の大部分を失いながらも本国に帰り着いた。この島津勢の決死の退却戦は家康の心胆を寒からしめ、その後の巧みな謝罪外交も相まって、敗戦大名でありながら戦後処理において領地を一石も削ることも許さなかった。
宇喜多秀家　演 - 三浦友和 (TBSドラマ版)、生島翔 (東宝映画版)
備前国を中心に大領を持つ大名。秀吉の猶子であり、豊臣家に対する忠誠心は西軍諸将の誰よりも強い。が、少年期より秀吉に猫可愛がりに育てられたため苦労知らずの公達といった面があり、小田原ノ陣や朝鮮ノ役で武功を立るなどそこそこの軍才はあるものの、甚だ政治感覚に欠けており自家の騒動を上手く捌く器量すらなかった。
関ヶ原には西軍最大の部隊を率いて出陣し、多くの部隊が日和見して動かない中、大谷吉継と同様に死に物狂いで奮戦した。やがて小早川秀秋の寝返りによって西軍が総崩れになると、秀秋の振る舞いに憤激して刺し違えて死ぬとまで息巻いたが、家老の明石全登に諭されて戦場から落ち延びた。
真田昌幸　演 - 玉川伊佐男 (TBSドラマ版)
信濃国の小大名。小豪族が群立し周囲を強国に囲まれた厳しい信濃の政情の中で、巧緻な謀略の数々を駆使して生き延び続けてきた老将。殊に戦をさせれば神がかり的なまでの名人であり、戦術家としての名声は天下の津々浦々にまで及んでいる。高い器量を持ちながら小大名の身分に甘んじるしかなかった自身の境遇に強い不満を抱いており、信濃・甲斐の二ヶ国を恩賞として約束されたことから、西軍に味方する。
関ヶ原に関する軍事面では、息子の幸村とともに居城の上田城に籠城し、中山道を進軍してきた徳川家の主力軍（徳川秀忠の部隊）を挑発して足止めした。わずか二千の兵で三万八千もの大軍を十日間も翻弄し続け、ついに秀忠本軍の関ヶ原本戦への参加を阻むことに成功した。

### その他の人物

#### 豊臣家
豊臣秀吉　演 - 宇野重吉 (TBSドラマ版)、滝藤賢一 (東宝映画版)
戦国乱世に終止符を打ち、天下統一を成し遂げた英傑。尾張の農民から身を起こし、比類なき知略をもって天下人にまで上り詰めるが、晩年には己の権力に慢心して無謀な外征を試みたり贅を尽くした建築道楽に耽るなど、諸大名や民を大いに疲弊させて怨嗟を買った。
東海の大大名であった家康を小牧・長久手の戦いの後に恭順させて臣下に加えたものの、その抜きん出た力量を恐れ、潜在的脅威として常に警戒し続けた。老衰により床に伏せるようになって後は、家康が自身の死後に息子の秀頼を害して天下を奪うことを案じ、せめて秀頼の成人まで生き長らえたいと願うものの叶わず、幼い愛息の行く末を気にかけながら息を引き取る。
北政所　演 - 杉村春子 (TBSドラマ版)、キムラ緑子 (東宝映画版)
秀吉の正室。その資性の聡明さで少壮の頃から秀吉を支え、賢婦人として豊臣家の創建を大いに助けた。気さくで闊達な性格から多くの家臣に慕われたものの、加藤清正・福島正則といった武勇の徒を好み自身の郷里である尾張出身者を贔屓にする癖があり、また豊臣の天下が軌道に乗るにつれて吏僚達が幅を利かせる様を心良く思わず、その下には政権中枢から疎外された武辺者の家臣が集まるようになり自然と閥が形成された。一方で、秀吉の側室の淀殿の下には三成に代表される吏僚達が閥を形成するようになり、二つの閨閥の対立は武断派と文治派の諍いに発展し、豊臣家の屋台骨を揺るがすこととなる。
家康は秀吉の死の直後から北政所に近づき、寡婦を慰めるという面体で様々な厚情を示してその信頼を得ることに努め、彼女を慕う武断派の大名達を手懐けることに成功した。
淀殿　演 - 三田佳子 (TBSドラマ版)、和田菜々 (東宝映画版)
秀吉の側室であり、秀吉死後の（名目上の）天下の主である豊臣秀頼の母。武断派・尾張出身者を中心とした東軍が北政所を慕うのとは対照的に、豊臣政権中枢の文治派・近江出身者（主に西軍に加担）は淀殿を精神的支柱として推戴している。

#### その他の諸大名・関係者
前田利家　演 - 辰巳柳太郎 (TBSドラマ版)、西岡徳馬 (東宝映画版)
家康に次ぐ五大老の重鎮で、北陸を領する大大名。秀吉とは織田家の将校であった頃からの親友同士であり、秀吉は篤実で情義に篤いこの友人を大身させ、潜在的な脅威として恐れる家康の牽制役として常に遇し、秀頼の後見を頼んで息を引き取った。三成も最も恃みにしていた人物であったが、しかし老衰が甚だしく秀吉の死の翌年に後を追うようにして世を去る。
忌の際に豊臣家に殉ずることを遺言するが、夫人の芳春院はもはや天下の実権が家康に渡ることを止めることはできないと判断し、家康に恭順を誓うよう世子の利長を説き伏せ、自身は自ら人質となって家康のもとに赴き、前田家の存続を図った。
初芽　演 - 松坂慶子 (TBSドラマ版)、有村架純 (東宝映画版)
三成の愛妾。元来は藤堂高虎の家臣の娘で淀殿の侍女を勤めていたが、三成と淀殿との仲を割くよう謀った高虎の策により三成の下へ遣わされた。しかし側近く仕えるうちに次第に三成を知り、誰もが保身しか考えぬ利害の世においてあくまで誠心をもって立とうとするその人間性に惹かれ、深く愛するようになる。三成が五奉行を辞した後は共に近江に来ることを薦められるが、正妻の下知を受けることが物憂く、三成の計らいで京に住んだ。関ヶ原の前哨戦が始まると三成の身を案ずるあまりに京を立ち、西軍の前線拠点である美濃大垣城を駆けこむように訪ったりもした。
関ヶ原の終結後は尼となり、祇園下河原に一庵を結び三成の霊を弔って過ごした。
黒田如水
豊前国中津の大名。かつては秀吉の軍師として活躍し、その天才的な軍才によって秀吉の天下取りの事業の一翼を担った。しかし、豊臣政権の創業を助けるという大功がありながら秀吉に「大領を与えれば天下を取ってしまう男」と警戒され、九州に少領を与えられて隠居同然の日々を過ごしていた。
関ヶ原の戦端が切られたことを機に自ら天下取りに挑戦することを決意し、表向きは東軍に属しながらも、持ち前の超人的な軍才を存分に振るい、瞬く間に九州の西軍大名の領地の大半を平定した（石垣原の戦い）。ところが、長期化すると見ていた戦乱が関ヶ原の本戦の一日で決してしまい、如水の一世一代の挑戦は儚く崩れた。皮肉にも、息子の長政がそうした父の意中に気づかずに、家康の手足となって調略工作に奔走し、西軍の内部を攪乱させて家康に天下をもたらすこととなった。
物語の最後では、三成を慰霊する初芽の庵を訪ね、諸侯の大半が家康に媚を売る中で毅然と豊臣家を守ろうとした三成の挙を讃え、世がみな道義を忘れようとする時代に人が人として生きる規範を支えたとその霊を弔った。

## 映像作品
それぞれの作品の詳細は各項目を参照。
テレビドラマ
- 『関ヶ原 (テレビドラマ)』 (TBSテレビ・1981年・製作総指揮：大山勝美、出演：加藤剛 (石田三成)、森繁久彌 (徳川家康))[3]

映画
- 『関ヶ原 (映画)』 (東宝・2017年・監督：原田眞人、主演：岡田准一 (石田三成))[4]

## 書誌情報
- 新潮社（上中下）、1966年、新装版1981年
- 新潮文庫（上中下）、1974年6月、改版1990-91年。解説高坂正堯
  - 新装版（上中下）、2003年9月。上 ISBN 4101152128、中 ISBN 4101152136、下 ISBN 4101152144
- 新潮社（愛蔵版 全1巻）、1992年11月。ISBN 410309737X
- 文藝春秋『司馬遼太郎全集14　関ヶ原 一』、『15　関ヶ原 二　豊臣家の人々』、1973年1月。ISBN 4165101400／ISBN 4165101508

## 関連作品
- 『城塞』
本作の続編に当たる大坂の陣を題材にした司馬の長編小説。詳細は該当項目を参照。